# Aranycsapat

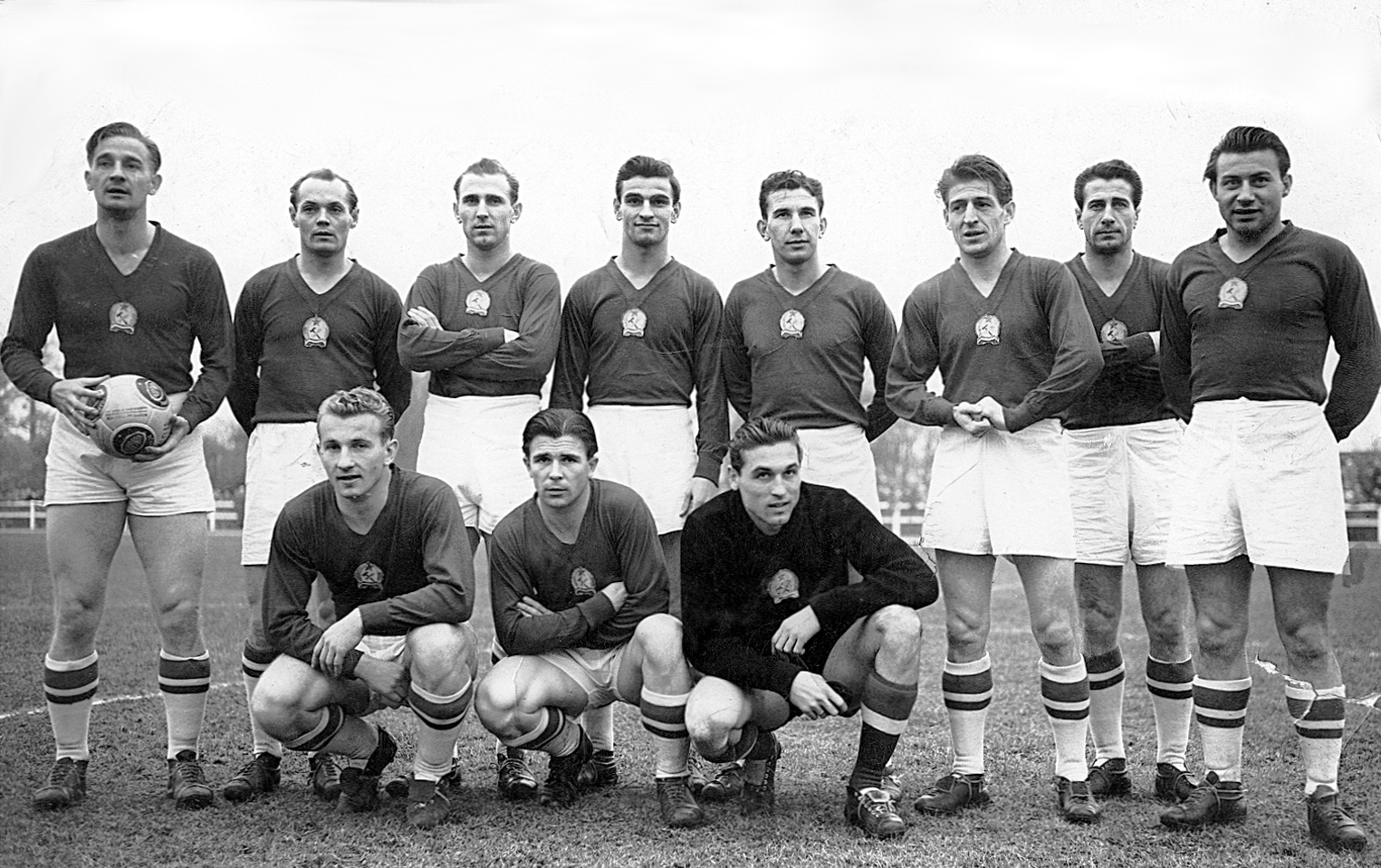
Az Aranycsapat 1953-ban
első sor: Lantos Mihály, Puskás Ferenc, Grosics Gyula
hátsó sor: Lóránt Gyula, Buzánszky Jenő, Hidegkuti Nándor, Kocsis Sándor, Zakariás József, Czibor Zoltán, Bozsik József, Budai II. László

Az Aranycsapat (Golden Team, Mighty Magyars, Marvellous Magyars, Magnificent Magyars, Magical Magyars) minden idők legjobb magyar labdarúgó-válogatottjának díszítő jelzője és közismert neve. Ez a csapat az 1950-es évtől 1956-ig játszott együtt, de maga a tágabb korszak 1941 és 1960 közé esik.
A csapatban számos kivételes képességű labdarúgó játszott, de közülük is kiemelkedett Puskás Ferenc, aki emblematikus alakká vált, és ma is az egyik legismertebb magyar a világon. A csapat mérkőzéseinek sorából kiemelkedik az 1953. november 25-én a londoni Wembley Stadionban az angol labdarúgó-válogatottal rendezett „Az évszázad mérkőzésének” titulált 6 : 3-ra nyert barátságos találkozó. Ám a legfontosabb mérkőzése, az 1954-es labdarúgó-világbajnokság döntője volt, ahol az öt éve veretlen magyar csapat 3–2-es vereséget szenvedett a nyugatnémet válogatottól. Az esélyesebb magyarok elleni, német szempontból „szerencsés győzelmüket” a német futballtörténelem a „berni csoda” névvel illeti. 2017-ben Tóth II. József halálával az Aranycsapat végleg a sírba szállt. 2018-ban Szepesi György, az Aranycsapat 12. tagjaként emlegetett sportriporter 96 évesen távozott az élők sorából.

## Előzmények
A magyar válogatott, történetének talán legnagyobb mélypontját élte át a második világháború alatt. 1941. április 6-án Kölnben, a német válogatott elleni barátságos mérkőzésen 7–0-s, megsemmisítő vereséget szenvedett el a magyar válogatott. 1943. október 7-én a svéd válogatott barátságos mérkőzésen és ráadásul hazai pályán, az Üllői úti stadionban megint nagyarányú 7–2-s vereséget mért a magyar válogatottra. 1944-ben a háborús események miatt hadi bajnoksággá alakították a klubcsapatok versengését és a válogatott nem tudott mérkőzést játszani ebben az évben.

## Az Aranycsapat stadionja
Az 1953-ban épült Népstadion legnagyobb nézőszáma a Magyarország-Ausztria mérkőzésen volt: 104 000 néző. Többek között itt zajlott az „évszázad mérkőzésének” (6:3) visszavágója, ahol a magyarok 7:1-re győztek Anglia ellen.

## Az Aranycsapat összeállítása
Az Aranycsapat leghíresebb összeállítása, az angolok ellen Wembley-ben győzelmet arató együttes, de nem ők jelentik magát az Aranycsapatot.
Szövetségi kapitány: Sebes Gusztáv (1906–1986)

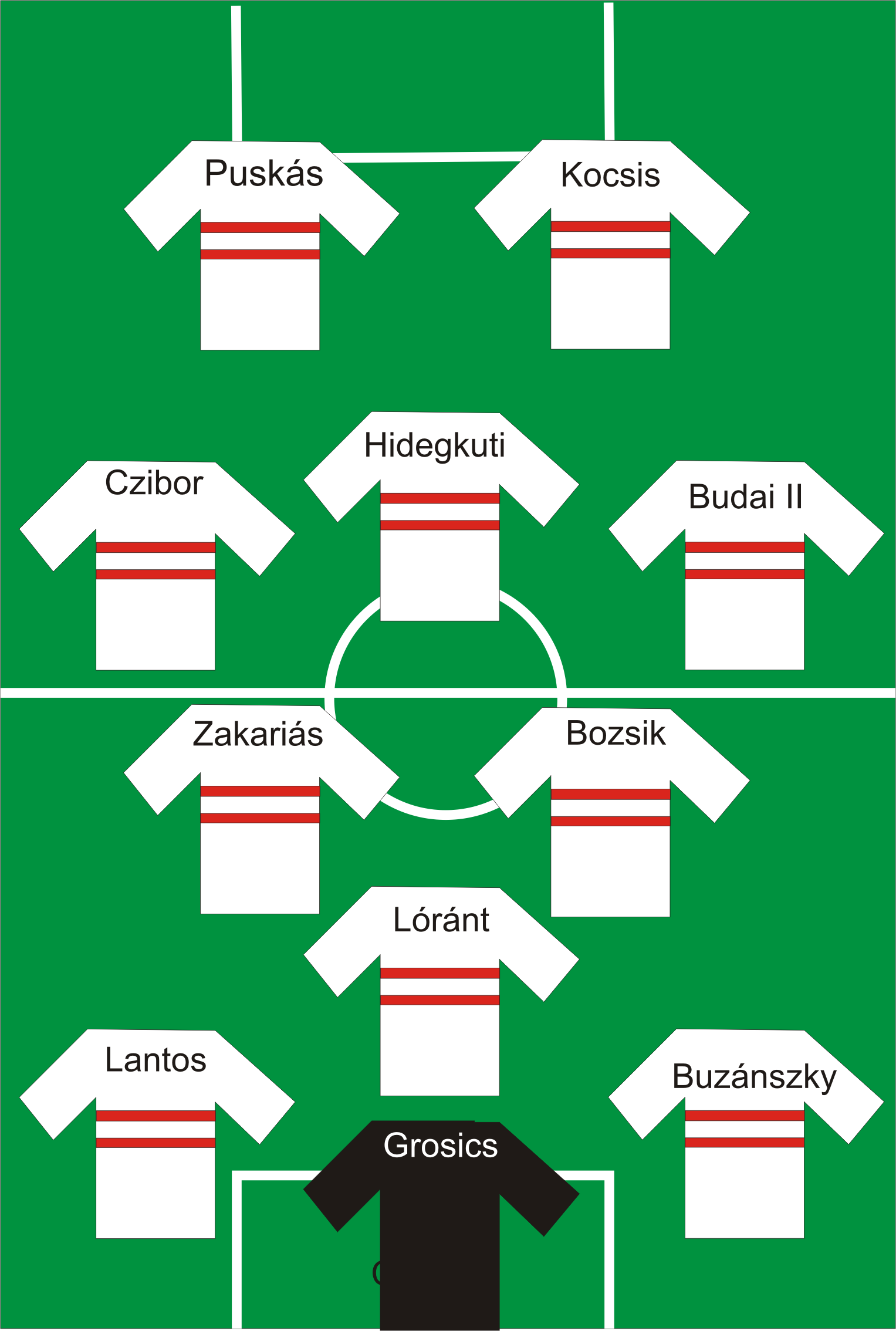
Az összeállítás. 4-2-4 Grosics – Buzánszky, Lóránt, Zakariás, Lantos – Bozsik, Hidegkuti – Budai II, Kocsis, Puskás, Czibor

Az Aranycsapat ebben a felállásban és mezszámmal lépett pályára:
- 1 Grosics Gyula (1926–2014) kapus
- 2 Buzánszky Jenő (1925–2015) jobbhátvéd
- 3 Lóránt Gyula (1923–1981) középhátvéd
- 4 Lantos Mihály (1928–1989) balhátvéd
- 5 Bozsik József (1925–1978) jobbfedezet
- 6 Zakariás József (1924–1971) balfedezet
- 7 Budai II. László (1928–1983) jobbszélső
- 8 Kocsis Sándor (1929–1979) jobbösszekötő
- 9 Hidegkuti Nándor (1922–2002) hátravont középcsatár
- 10 Puskás Ferenc (1927–2006) balösszekötő
- 11 Czibor Zoltán (1929–1997) balszélső

Az Aranycsapat veretlensége idején (1950. május 14. – 1954. július 4.) a legendás összeállításban csupán négy alkalommal futott ki a pályára, 1953. május 17-én Rómában az olaszok ellen, 1953. november 15-én Budapesten a svédek ellen, 1953. november 25-én Londonban az angolok ellen, valamint 1954. április 11-én Bécsben az osztrákok ellen. Az Aranycsapat egyetlenegy alkalommal sem játszotta végig a mérkőzéseit a legendás összeállításban, a négy alkalom esetében is a kezdő összeállítás megváltozott a mérkőzés végéig (csereként Palotás és Gellér jött be).

## Az Aranycsapat szerkezete
A csapat taktikája is úttörő jellegű volt. Sebes Gusztáv szövetségi kapitány a Bukovi Márton által megkezdett úton továbbhaladva a csapat balfedezetét és középcsatárát is visszavontabban játszatta, és egyfajta 4-2-4-es hadrendet hozott létre. Az addig szokásos három védő helyett négyen védekeztek, így azonban a középpályások száma lecsökkent. A visszavont középcsatár (Hidegkuti Nándor) és a jobbfedezet (Bozsik József) remekül mozgatták középen az együttest, a szélekről pedig Budai László és Czibor Zoltán támogatták az összekötőket.
Egy ehhez hasonló rendszert alkalmazott később a világbajnok brazil labdarúgó-válogatott is.

## Legnagyobb sikerei

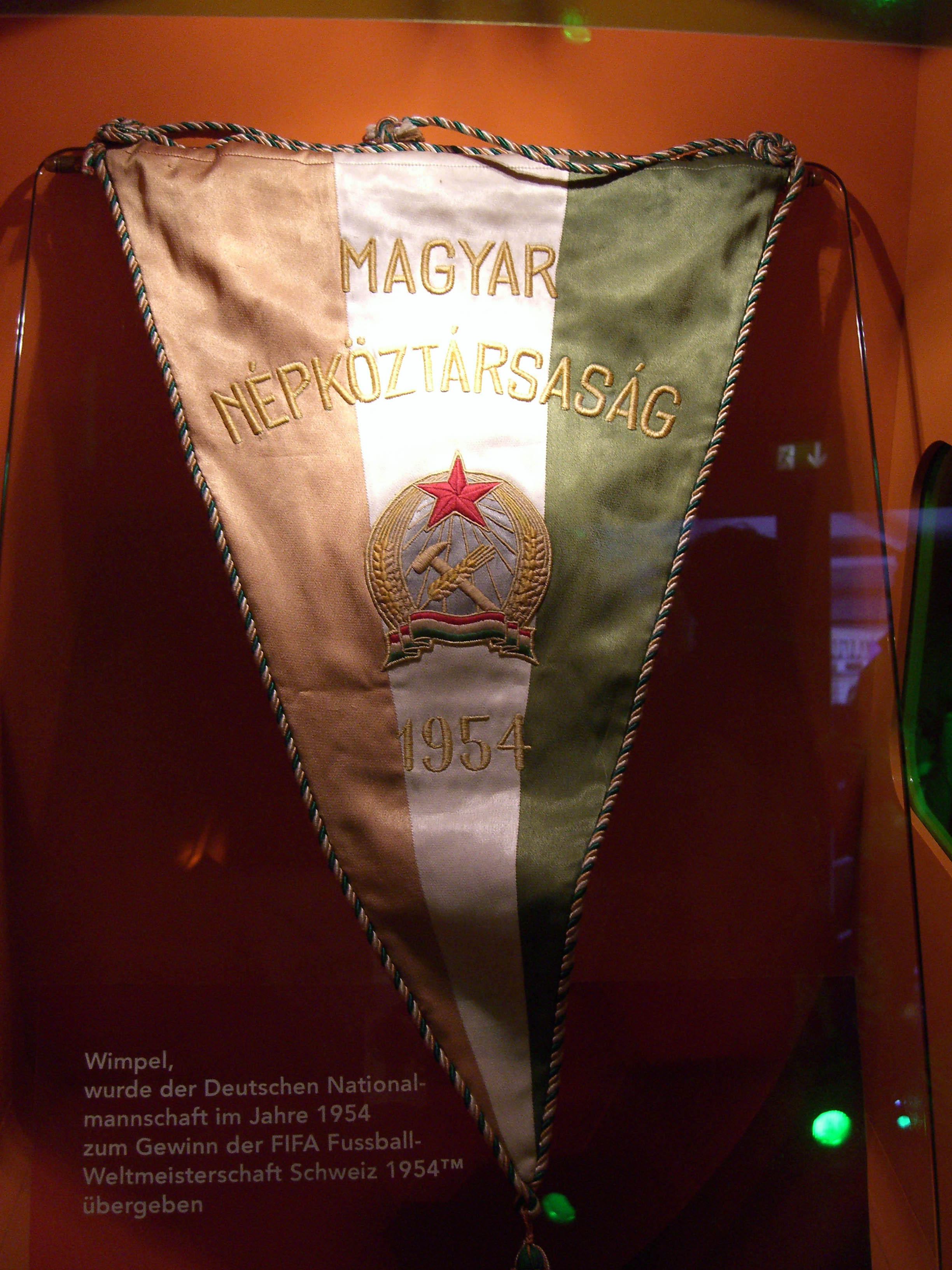
A magyar válogatott által használt zászló az 1954-es világbajnokságon

1. aranyérem  az 1952. évi helsinki olimpián (a döntőben 2–0 Jugoszlávia ellen [Magyarország javára]);
2. aranyérem  az 1948–1953-as Európa-kupában (ötcsapatos sorozat, körmérkőzéses rendszerben);
3. Anglia – Magyarország, 3–6, London, 1953 (a sportág kitalálói azelőtt sohasem vesztettek a Wembley-ben a kontinensről jött csapat ellen);
4. ezüstérem  az 1954-es svájci világbajnokságon (a döntőben 2–3 az NSZK ellen).

## Helsinki, 1952
A selejtezőben Czibor és Kocsis góljaival 2–1-re győzték le Romániát. A nyolcaddöntőben Olaszországot 3–0-ra, a negyeddöntőben Törökországot 7−1-re, az elődöntőben Svédországot verték 6−0-ra. A döntőben Puskás és Czibor találataival Jugoszláviát 2–0-ra győzték le és megszerezték az aranyérmet.

## London, 1953. november 25.

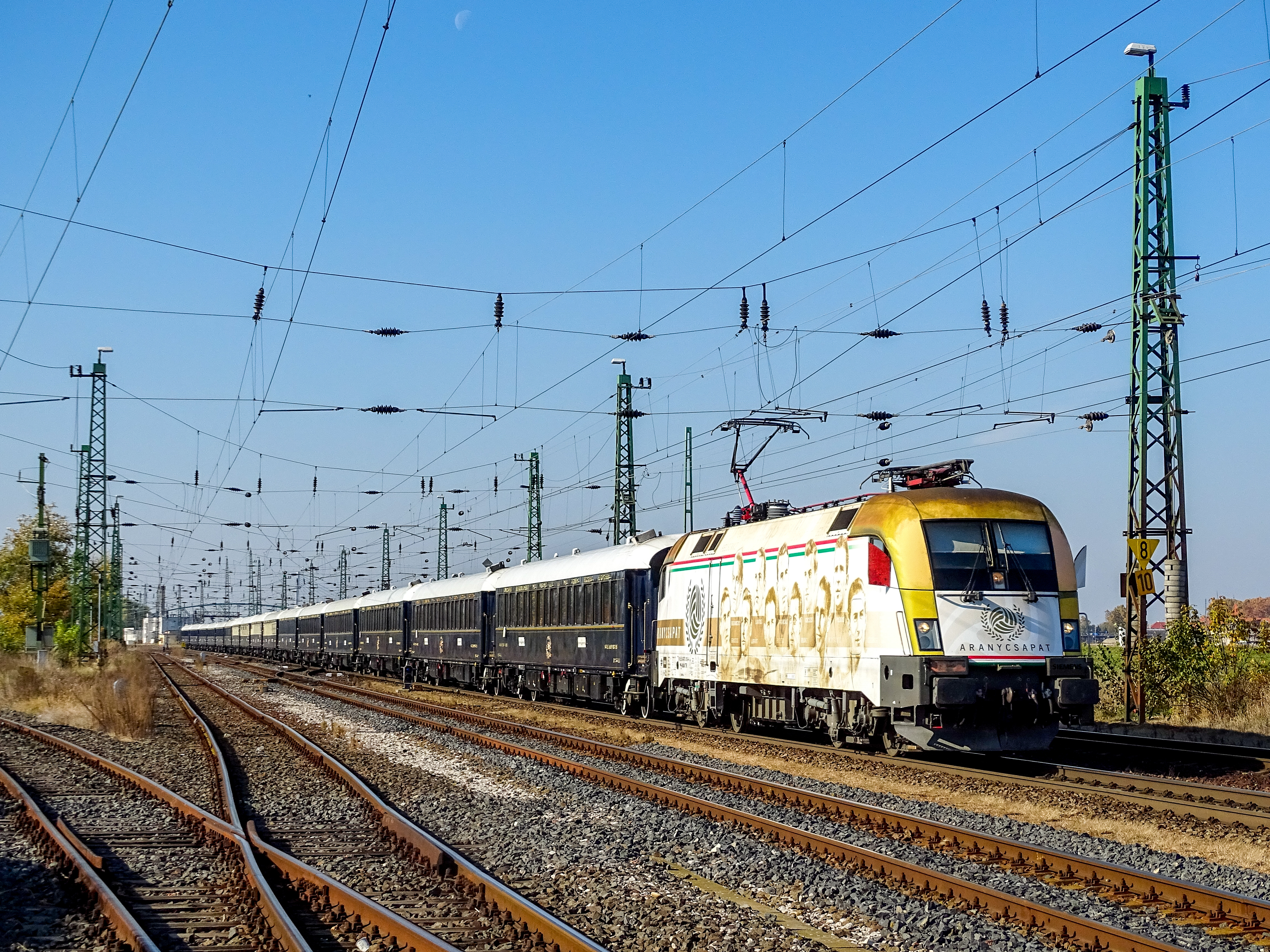
A csapat emléke előtt a MÁV-START Zrt. is tiszteletét tette egy felmatricázott mozdonnyal (Lásd még:Werbelok)

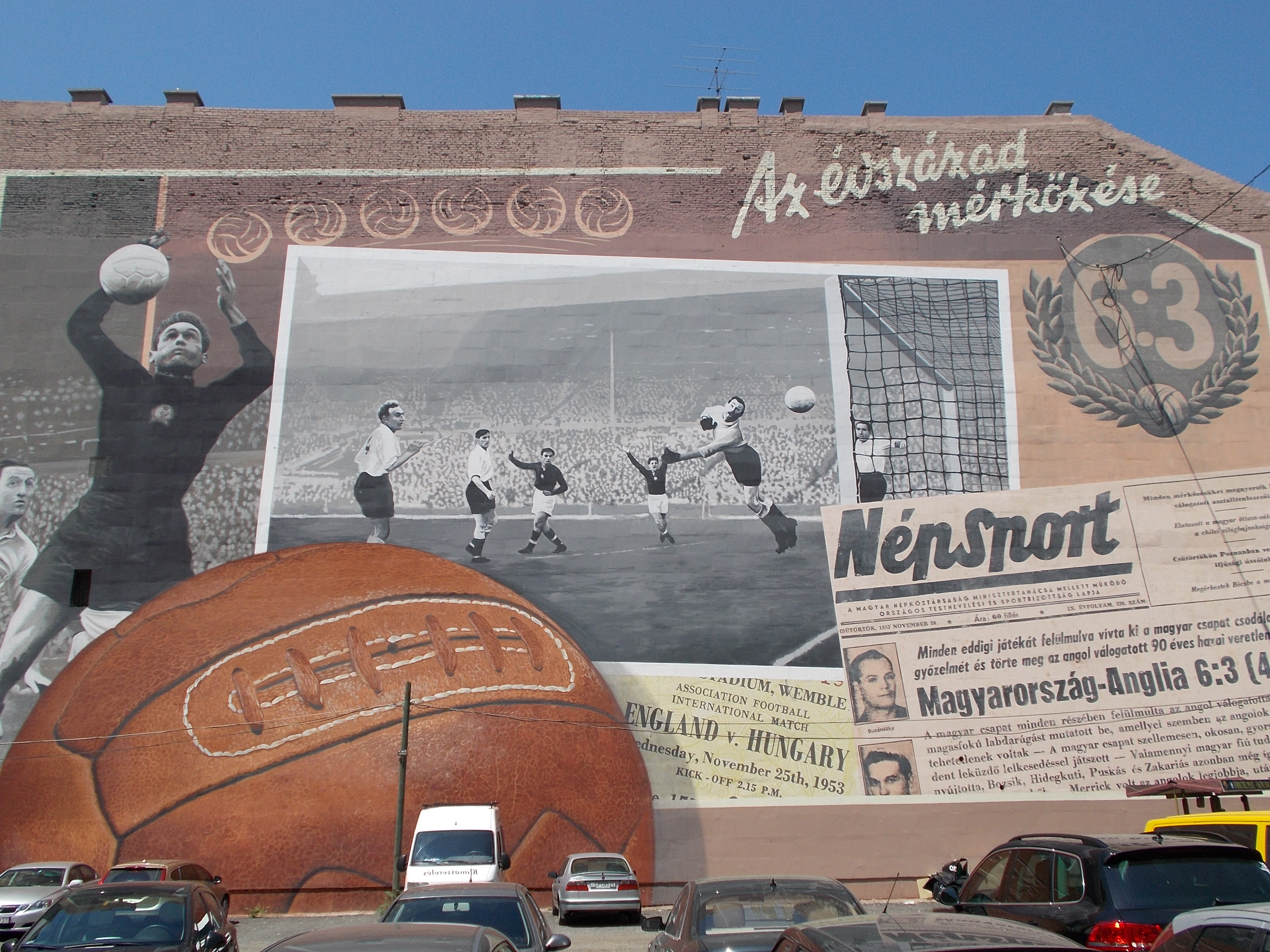
Óriási falfreskó egy budapesti tűzfalon az Aranycsapatról, az évszázad labdarúgó-mérkőzéséről

A csapat és kapitánya, Puskás Ferenc a világ sporttörténetébe végleg az 1953. november 25-i Anglia elleni győzelmével iratkozott be.
Anglia–Magyarország 3:6 (2:4), Wembley Stadion, 105 ezer néző, vezette: Leo Horn (holland)
Anglia: Merrick, Ramsey, Eckersley, Wright, Johnston, Dickinson, Matthews, Taylor, Mortensen, Sewell, Robb
Szövetségi kapitány: Walter Winterbottom
Magyarország: Grosics (78.p Gellér Sándor), Buzánszky, Lóránt, Lantos, Hidegkuti, Bozsik, Zakariás, Budai, Kocsis, Puskás, Czibor
Szövetségi kapitány: Sebes Gusztáv
Gólok: Sewell (15. perc), Mortensen (37. perc), Ramsey (57. perc, 11-esből); illetve Hidegkuti (1. perc, 21. perc, 53. perc), Puskás (24. perc, 28. perc), Bozsik (50. perc)

## Bern, 1954

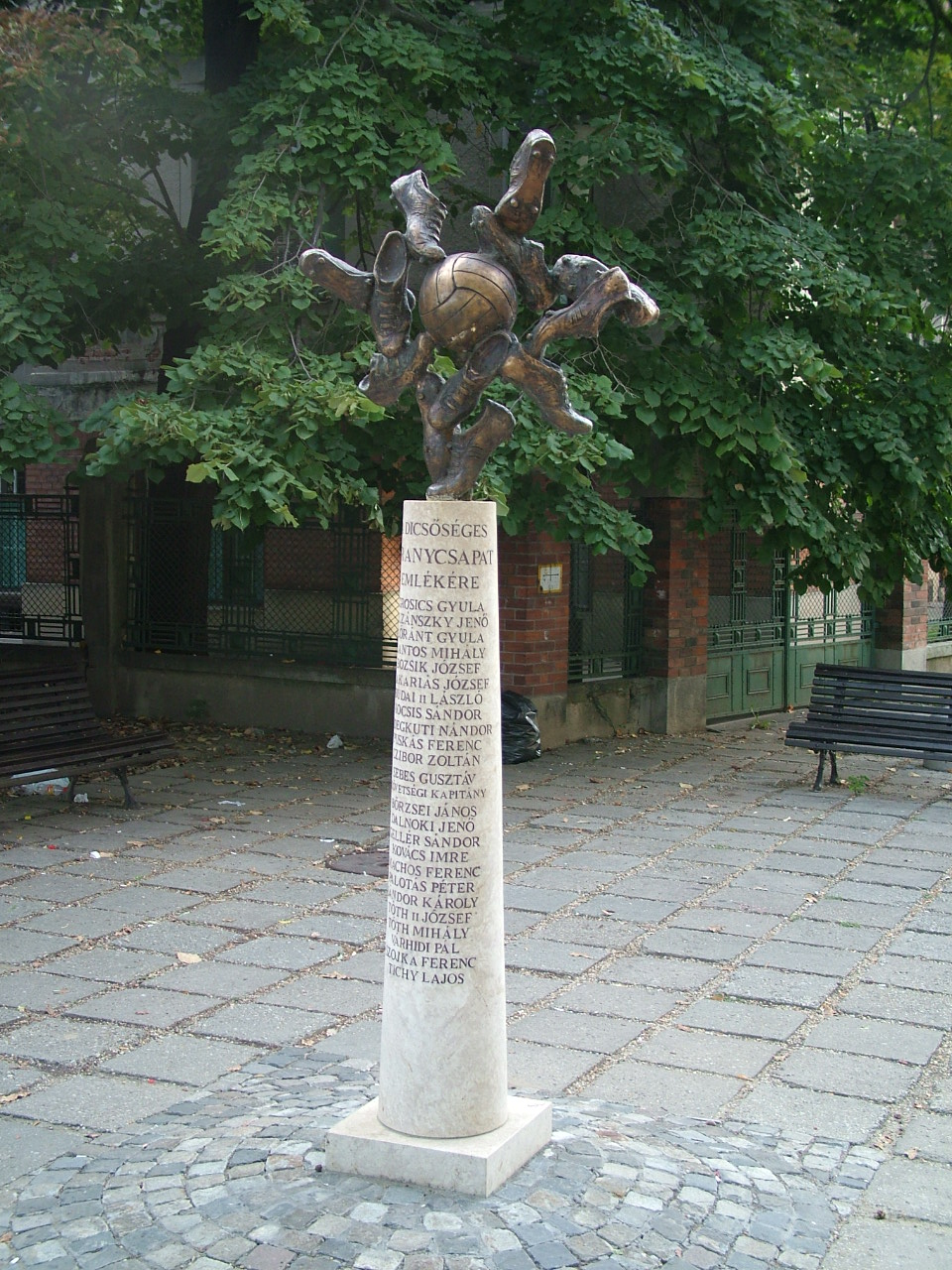
Az Aranycsapat (Kalmár Márton szobra Szegeden)

Az Aranycsapatot a szakemberek világbajnokság győzelemre esélyes csapatai közé sorolták az 1954-es svájci mérkőzésfolyam végéig. Sorsolás alapján Németországgal, Törökországgal és Dél-Koreával került egy csoportba. Dél-Korea ellen 9-0-s győzelemmel szerepeltek a magyarok, vb-csúccsal, amelyet csak húsz évvel később Jugoszlávia–Zaire tudott beállítani. A második csoportmérkőzésen a Német Szövetségi Köztársaság válogatottja következett, amely kissé tartalékosan állt ki az összecsapásra (ennek később jelentősége volt még a torna folyamán), a magyaroknak nem okozott gondot ez a meccs sem, mivel 8-3-as győzelmet arattak. A győzelem felett érzett örömbe üröm is vegyült, mivel Puskás Ferenc a csapat kapitánya súlyos bokasérülést szenvedett a mérkőzésen.

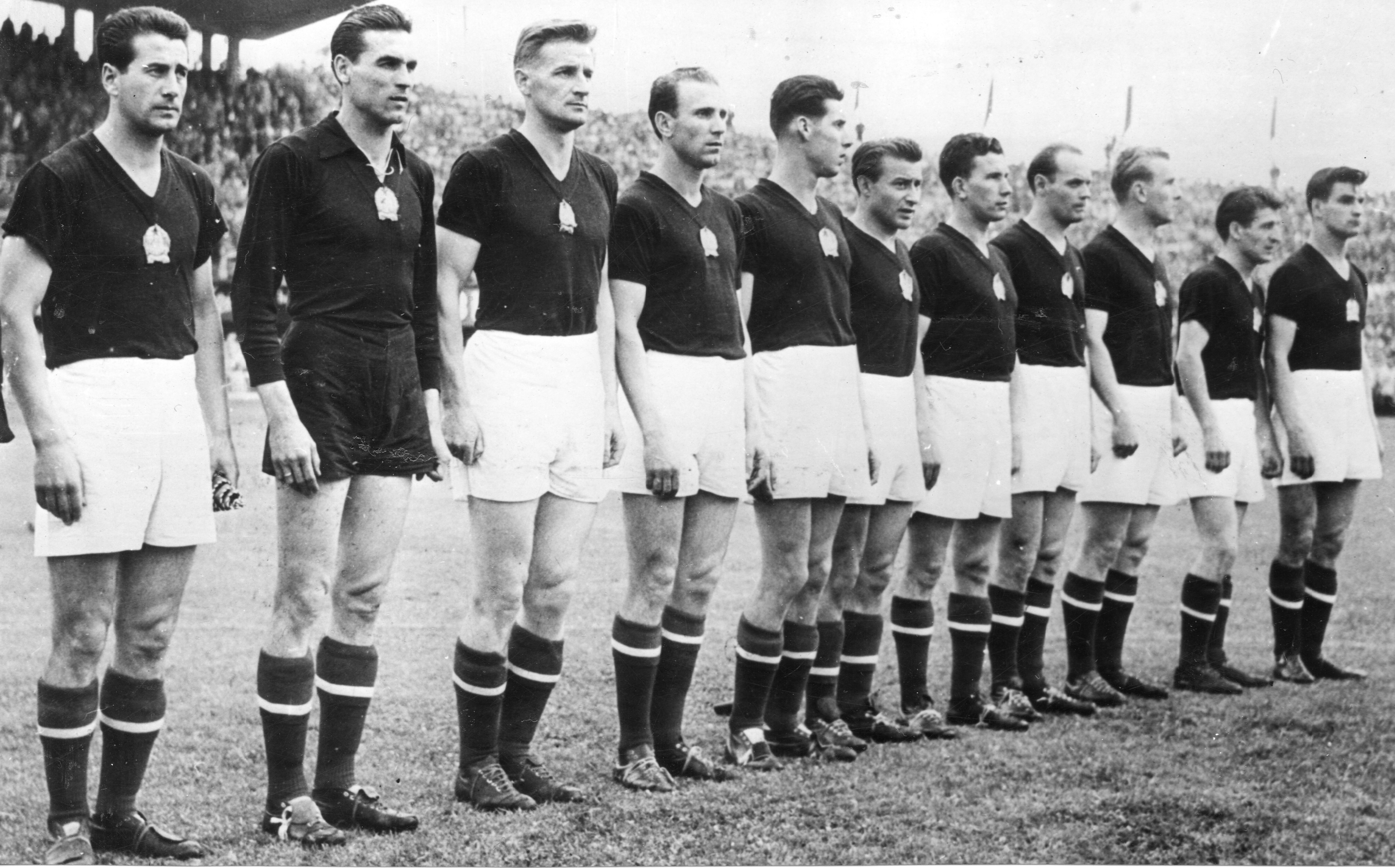
Az Aranycsapat Puskás nélkül, vb-elődöntő mérkőzés Lausanne-ban 1954. június 30-án, Magyarország – Uruguay (4:2), a magyar válogatott összeállítása: Bozsik, Grosics, Lóránt, Hidegkuti, Palotás, Budai II., Zakariás, Buzánszky, Lantos, Czibor, Kocsis

A negyeddöntőben került sor az ún. "berni csatára" a Magyarország-Brazília mérkőzésre, ahol egy magyart, Bozsikot és két brazilt állított ki Ellis játékvezető. A brazilok nem tudták elviselni a 4-2-es vereséget és a meccs lefújása után nekirontottak a magyar csapat játékosainak és szakvezetőinek. A hatalmas verekedésből egy játékos maradt ki mindössze, a sziklakemény játékáról híres Lóránt. Az elődöntő hozta a világbajnokság talán legjobb meccsét ahol 2-2 után a hosszabbításban Kocsis Sándor két gyönyörű fejesgóljával 4-2-re a magyarok megverték a címvédő Uruguayt.
A döntőre Bernben a Wankdorf-stadionban került sor és az ellenfél az egyszer már legyőzött NSZK gárdája volt. A csapat szakvezetője Sebes Gusztáv némileg felforgatta a csatársort, mivel az előző két mérkőzést kihagyó Puskás ismét játékra jelentkezett. Puskás beállítása a csapatba azóta is örök vitatéma a szakemberek és a szurkolók körében, mivel többen is azon a véleményen vannak, hogy a balösszekötő nem volt teljesen egészséges, mégis vállalta a játékot. A magyar csapat összeállítása a következő volt: Grosics – Buzánszky, Lóránt, Lantos – Bozsik, Zakariás – Czibor, Kocsis, Hidegkúti, Puskás, Tóth. Az eredetileg balszélső Czibor átkerült a csapatból kiszorult Budai II helyére a jobbszélre és az ő helyén pedig Tóth kezdett. A német szövetségi kapitány Sepp Herberger hat helyen változtatta meg csapatát a 8-3-as meccshez képest és ezt a lépést azóta is Herberger cselének emlegetik, mivel sokan úgy vélik, hogy a német kapitány tudatosan tévesztette meg a magyarokat az első meccsen a németek tartalékos összeállításával.
A döntő napján erősen esett az eső, ami a német csapatnak kedvezett, mivel a csapat cipőszállítója az Adidas, egy újdonságnak számító, cserélhető stoplis cipővel látta el a csapatot. Ennek köszönhetően a német játékosok sokkal könnyebben tudtak mozogni az erősen felázott talajon. Ez jelentősen befolyásolta a mérkőzés alakulását, sőt egyesek szerint döntő szerepet játszott a végeredmény kialakulásában.
A döntő jól kezdődött a magyarok számára, Puskás és Czibor korai góljával 8 perc alatt elhúztak 2-0-ra az esőtől felázott mély talajon. A 19. percben mégis 2-2 állt az eredményjelzőn Rahn és Morlock jóvoltából. Ugyanez maradt az állás a 84. percig, amikor Rahn csípett el egy átadást, csinált egy cselt balra befelé és a labdát a csúszós talajon a kissé késve elvetődő Grosics mellett a kapu jobb oldalába rúgta, ezzel 3-2-re módosítva az állást. A hátralévő 6 percben Puskás hiába rúgott gólt, mivel azt tévesen Ling játékvezető les miatt nem adta meg. A hármas sípszó után a mérhetetlenül elkeseredett Puskás gratulált Fritz Walternak, az újdonsült világbajnoknak.

## Az Aranycsapat széthullása
1956 július elején leváltották a csapat gyengébb eredményei miatt szövetségi kapitányi tisztéből Sebes Gusztávot, Bukovi Mártont nevezték ki helyébe. Az OTSB úgy határozott, nem küld labdarúgókat a melbourne-i olimpiára.
Még az októberi forradalom előtt az Aranycsapat Bécsben október 14-én 2:0-ra megverte az osztrák válogatottat. A forradalom alatt a csapat gerincét alkotó Honvéd csapata november elején Bécsbe utazott, hogy lekössék az Athletic Bilbao elleni mérkőzést és nyugat-európai turnét. Párizsban a Racing Paris, Spanyolországban az Athletic Bilbao, FC Barcelona, Sevilla FC ellen mérkőztek.
Mivel 3:2-re kikaptak az Athletic Bilbao ellen, emiatt decemberben Brüsszelben Európa-Kupa-visszavágót játszottak, mert Budapesten nem lehetett. Az eredmény 3:3 lett. Ezután illegális dél-amerikai turnéra indult a csapat nagy része, melyet az MLSZ nem engedélyezett. 1957 januárjában Puskás Ferenc, Kocsis Sándor, Czibor Zoltán, Grosics Gyula Bécsben úgy határoztak, nem térnek vissza Magyarországra, disszidálnak. Grosics Gyula azonban júliusban visszatért Magyarországra.
Így esett szét az Aranycsapat.
Az Aranycsapat tagjai közül elsőként Zakariás József balfedezet hunyt el 1971-ben, 47 évesen, utoljára Buzánszky Jenő jobbhátvéd 2015-ben, 89 évesen.

## Érdekesség
A népnyelv az Aranycsapat 12. játékosának Szepesi György rádióriportert tartotta, aki a csapat világraszóló sikereit közvetítette.

## Emlékezet
Az aranycsapat megjelenik a Puskás című musicalben is.